# ボスポラスの海戦 (1915年4月)
ボスポラスの海戦（ぼすぽらすのかいせん）は、第一次世界大戦中の1915年4月27日（ユリウス暦。以下の日付同じ。グレゴリオ暦では5月10日）にボスポラス海峡の黒海側入り口でロシア帝国海軍黒海艦隊とオスマン帝国海軍とのあいだに発生した海戦である。サールィチ岬の海戦に続き、双方の主力艦同士が正面から衝突した2度目の戦闘であった。

## 経過

### ロシア黒海艦隊の出撃
1915年4月24日、黒海艦隊司令官A・A・エベルガールト海軍中将自ら指揮するロシア帝国艦隊はオスマン帝国の炭鉱地区やボスポラス堡塁を攻撃するために、黒海の南西海域に向けてセヴァストーポリを出港した。連合艦隊は、前弩級戦艦「エフスターフィイ」を先頭に、「イオアン・ズラトウースト」、「パンテレイモン」、「トリー・スヴャチーチェリャ」、「ロスチスラフ」、防護巡洋艦「カグール」、「パーミャチ・メルクーリヤ」、水上機を搭載した「アルマース」と水上機母艦「インペラートル・アレクサンドル1世」、機雷敷設艦「クセーニヤ大公妃」、艦隊水雷艇部隊、ならびに掃海艦からなっていた。
4月26日、艦隊水雷艇「デールスキイ」と「ベスポコーイヌイ」はコズル港へ侵入し、港湾施設への砲撃を実施した。両艦は、さらにオスマン帝国の蒸気船「セリャニク」を撃沈した。エレグリ地区においては、巡洋艦「パーミャチ・メルクーリヤ」が2 隻の蒸気船と27 隻の帆船を撃沈した。この攻撃的な作戦行動の結果、オスマン帝国はトン数で見た場合、すでに持てる輸送船の3分の1を失ったことになった。
午前10時、攻撃の報がエレグリからイスタンブールへ知らされたが、驚きのあまり司令官は「ロシア軍の上陸が始まった」と誤って報告した。事態に対処するためオスマン帝国海軍の主力である巡洋戦艦「ヤウズ・スルタン・セリム」が速やかに出港したが、ロシア艦隊はボスポラスに向かって沿岸砲台から離れたため、行き違いになった。

### オスマン艦隊との接触
4月27日の暁時、海峡へ向かって砲撃グループ、すなわち戦艦「トリー・スヴャチーチェリャ」と「パンテレイモン」、水上機を積んだ「アレクサンドル1世」と「アルマース」とが分派された。残る戦艦は海峡からおよそ25 海里の海上に留まった。巡洋艦「パーミャチ・メルクーリヤ」と「カグール」は、沖合いで哨戒任務に就いていた。従って、ロシア艦隊は広い海域にばらばらに配置された状態となっていた。ロシア側司令部が「ゲーベン」の速力を28 knと見積もっていたことからすると、この配置はまったく理解できないものであった。ロシア艦はどれも単独では「ゲーベン」に対抗できる能力がなかったのに、このときロシア艦隊は自分から進んで各個撃破されかねない分散配置に就いていたのである。こうした分散配置は直前の3月のボスポラス砲撃と4月のボスポラス砲撃でも採られた定番の隊形ではあったが、かねてより警戒していた「ゲーベン」（「ヤウズ・スルタン・セリム」）の存在を考えると、そもそもあまりにも暢気なものであった。

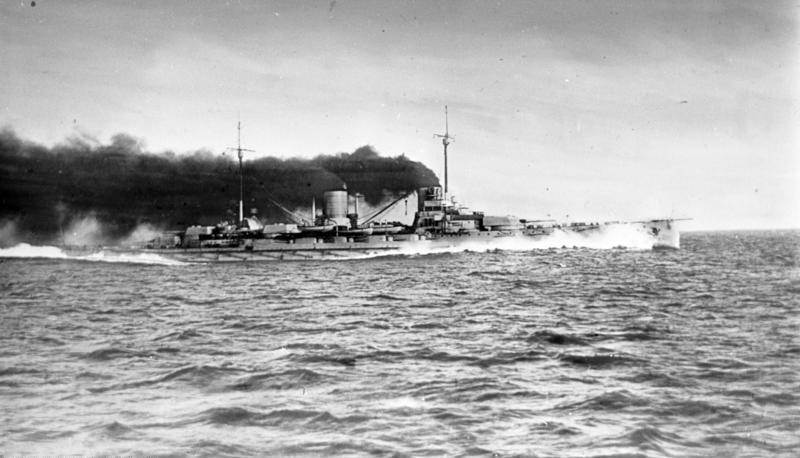
巡洋戦艦「ゲーベン」、のちの「ヤウズ・スルタン・セリム」（1912年の撮影）。

朝方、ボスポラス海峡からオスマン帝国の駆逐艦「ヌムネイ・ハミイェト」が姿を現した。「ヌムネイ・ハミイェト」は午前5時15分、北にいくつかの煙を視認し、それに向かって進み始めた。そして、5時40分、「ヌムネイ・ハミイェト」は無線電報にてロシア艦隊発見の報を発した。「ヌムネイ・ハミイェト」はロシアの掃海艦を砲撃しようとしたが、ロシア戦艦からの反撃に遭ったため退却した。「ヤウズ・スルタン・セリム」は「ヌムネイ・ハミイェト」に無線電報を打ち、ロシア艦隊へ接近を始めた。
「ヤウズ・スルタン・セリム」の接近に気付いた巡洋艦「パーミャチ・メルクーリヤ」は、全速力で連合艦隊との合流のために駆け出した。一方、「ヤウズ・スルタン・セリム」はこれを追いながら厚かましくも自分のコールサインである「GB」の二文字をサーチライトによる発光信号で送った。7時5分、エベルガールトは砲撃グループへ連合艦隊との合流を命じ、自艦もまた合流に向かった。しかしながら、「ヤウズ・スルタン・セリム」は急速にこれに追いつきつつあり、連合艦隊の結集は間に合わないということが明らかになった。従って、エベルガールトは「ヤウズ・スルタン・セリム」を迎え撃つことにし、「ロスチスラフ」と合流してこの古くて弱い艦を敵弾から守ることにした。そのため、エベルガールトは速度を5 knに落とすよう命じた。

### 交戦

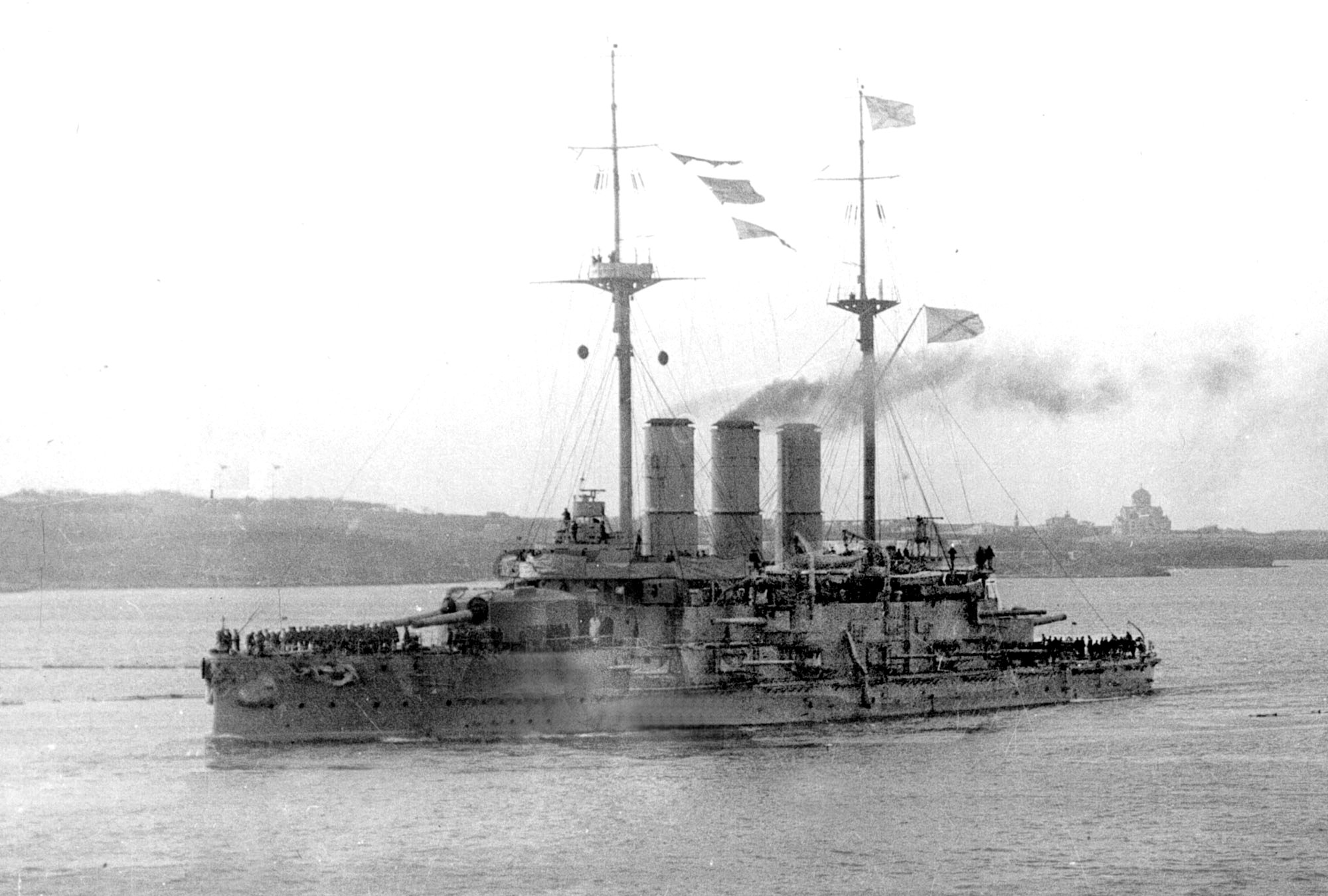
ロシア艦隊の旗艦、戦艦（戦列艦）「エフスターフィイ」（1914年の撮影）。

7時53分、94 鏈の距離からロシア艦隊は発砲を開始した。「ヤウズ・スルタン・セリム」も、速やかにこれに応戦した。「ヤウズ・スルタン・セリム」は、最大射撃速度で砲撃を続け、束の間の優位を利用しようと試みた。その砲撃は絶え間なく「エフスターフィイ」を覆い、艦はただときおり大きな水音の壁に身を隠すばかりであったが、「ヤウズ・スルタン・セリム」は命中弾を得ることができなかった。恐らく、ドイツ人乗員たちは艦の速力を落とすというエベルガールトの計略に惑わされて、ロシア艦までの距離を完全に計算し間違えていたのである。とはいえ、ロシア艦隊が特訓した集中砲火戦術は、またしても成功していなかった。
集合を命じられた砲撃グループでは、「パンテレイモン」の艦長M・I・カシコーフ海軍大佐が状況を判断しつつ、艦に全力始動を命じた。「パンテレイモン」は、17.5 knという公試時を1.5 knも上回る速力で進み始めた。8時6分、砲撃グループは連合艦隊と合流した。「パンテレイモン」は、合流するや隊列の所定位置に入らず「ロスチスラフ」の前に立って「ヤウズ・スルタン・セリム」への砲撃を開始した。やがて、「ヤウズ・スルタン・セリム」は2 発の大型砲弾の命中を受けた。そのうち1 発は右舷装甲帯に命中、もう1 発は下部砲台に命中して150 mm砲1 基を破壊した。損傷が重度ではなかったにも拘らず、「ヤウズ・スルタン・セリム」では状況が危機的であると判断された。「ヤウズ・スルタン・セリム」は、優速を生かして戦場から逃走した。8時12分、戦闘は終了した。ロシア艦隊がボスポラス側に位置していたため、「ヤウズ・スルタン・セリム」は初め基地のある方角とは反対の北へ逃れ、ロシア艦隊から100 鏈近い距離を保った。そして、敵艦隊が十分にボスポラスから遠ざかったのち、彼は26 knの速力で海峡へ突入した。
4月28日、ロシア艦隊はセヴァストーポリへ帰港した。

## 結果
この短時間の海戦は、ロシア海軍のエベルガールト提督の戦術の不適切性を明らかにすることとなった。同時にオスマン・ドイツ軍の非力さも明らかになった。
オスマン艦隊のドイツ人乗員たちは、敵艦へ3 発の命中弾を与えたと見積もっていた。ドイツ側は、この海戦でトリー・スヴャチーチェリャとイオアン・ズラトウーストは重度の損傷を負ったと記録した。しかしながら、実際にはロシア艦船は1 発の命中弾も浴びていなかった。ヤウズ・スルタン・セリムの砲撃はエフスターフィイの近くに落下し、その船体を大きく揺り動かした。エベルガールト提督は何度か上級士官を船体下層部へ検査のため差し向けたが、破孔はないものと確信された。戦闘終了後、甲板と中甲板に30以上のドイツ軍の砲弾の破片が見つかったが、損傷した箇所はなかった。
この戦闘のため、エベルガールト提督は剣と聖ヴラジーミル2等勲章を授与された。勲章は、高い戦闘褒章に変えられた。